# 호호쿠정
호호쿠정(豊北町)은 야마구치현 도요우라군에 포함되어 있던 정이다.
2005년 도요우라군이 시모노세키시와 합병해 시모노세키시가 되었고, 시모노세키시 호호쿠정이 되었다.

## 역사
한때는 원자력 발전소가 설치계획이 있었으나 주민들의 거센 반발로 인해 계획이 중단되어 세토내륙의 가미노세키정으로 계획이 옮겨졌다.
- 1955년 4월 1일 - 간타마촌, 쓰노시마촌, 간다촌, 아와노촌, 다키베촌, 다스키촌, 우카촌의 일부와 합병해 호호쿠정이 성립하였다..
- 2005년 2월 13일 - 구 시모노세키시, 기쿠가와정, 도요타정, 도요우라정과 합병해, 새로운 시모노세키시가 성립, 동일 호호쿠정은 폐지되었다.

## 관광
가쿠시마, 도이가하마 등이 있다. 가쿠시마에는 1876년 이래의 역사를 자랑하며 1등 등대로 지정된 가쿠시마 등대가 있으며, 또한 섬을 가로지르는 가쿠시마 대교(길이 1,780m)는 완공 당시에는 통행료가 무료인 낙도 교량으로는 일본에서 가장 길었다. 현재는 오키나와현의 고우리 대교(길이 1,960m)가 가장 길다. 휴게소 기타우라 가도 호호쿠가 있다.

## 교통

### 철도
- 서일본 여객철도
  - 산요본선(일본어: 山陽本線)

### 도로
- 국도 제191호선 (일본)(일본어판)
- 국도 제435호선 (일본)(일본어판)